# Escola d'Enginyeria de Telecomunicació i Aeroespacial de Castelldefels
L'Escola d'Enginyeria de Telecomunicació i Aeroespacial de Castelldefels (EETAC) és una escola d'ensenyament Superior de la Universitat Politècnica de Catalunya que imparteix titulacions de Grau, Màster i Doctorat en l'àmbit de la Telecomunicació i l'Aeronàutica.
L'11 de novembre de 2010 l'escola va canviar el seu nom d'Escola Politècnica Superior de Castelldefels (EPSC) per la nova nomenclatura per tal d'adequar-se a la nova legislació i recollir explícitament els seus àmbits d'activitat.
L'EETAC ha estat guardonada en dues ocasions amb el Premi Vicens Vives (1996 i 2004) i també ha rebut el Premi Flyer. L'any 2006 l'Agència per a la Qualitat del Sistema Universitari (AQU) li ha atorgat dues distincions de qualitat a la docència.

## Campus del Baix Llobregat
El Campus del Baix Llobregat forma part del Parc Mediterrani de la Tecnologia que té una superfície de 38 Ha i allotja, a més de centres docents (EETAC, EEABB), serveis universitaris, centres d'investigació i empreses:
Centres públics de recerca: 
- Centre Tecnològic de Telecomunicacions de Catalunya (CTTC)
- Institut de Ciències Fotòniques (ICFO)
- International Center for Numerical Methods in Engineering (CIMNE)
- Internet Interdisciplinary Institute (IN3-UOC)

El Campus del Baix Llobregat ha estat dissenyat amb criteris mediambientals tant pel que fa a la construcció com a la utilització dels edificis, de forma que es té una cura específica del sòl i la vegetació, el consum d'aigua i energia dels edificis, i preveu carrils de bicicleta i de vianants per a la mobilitat interna, i la potenciació del transport públic en les seves comunicacions externes.